# Andrej Tarkovskij
Аndrej Аrsenjеvitj Таrkovskij  (russisk: Андре́й Арсе́ньевич Тарко́вский, tr. Andréj Arsénjevitj Tarkóvskij; født 4. april 1932, Savrasje, Ivanovo oblast, Russiske SFSR, død 29. december 1986, Paris, Frankrig) var en russisk filminstruktør, forfatter og skuespiller, søn af digteren og oversætteren Arsenij Tarkovskij (en).
Tarkovskijs film er kendte for deres filosofiske replikker, perfektionistiske kameraføring og andægtige tempo.

## Filmografi
- Ubijtsy (russisk: Убийцы; engelsk: The Killers) (1956) – Tarkovskijs første film som studerende ved VGIK, den sovjetiske statsfilmskole. Kortfilm baseret på en novelle af Ernest Hemingway af samme navn.
- Konsentrat (en. Concentrate) (1958) – Filmmanuskript, der aldrig blev realiseret
- Segodnja uvolnenija ne budet (russisk: Сегодня увольнения не будет; engelsk: There Will be No Leave Today) (1958) – Kortfilm ved VGIK
- Katok i skripka (russisk: Каток и скрипка; engelsk: The Steamroller and the Violin) (1960) – Tarkovskijs afgangsfilm fra VGIK skrevet sammen med Andrej Kontjalovskij.
- Ivans barndom (russisk: Иваново детство, tr. Ivanovo detstvo) (1962) – Vinder af guldløven for "Bedste Film" ved Venedig Film Festival i 1962. Filmens omdrejningspunkt er den tolvårige Ivan, der under Anden Verdenskrig spionerer mod den tyske invasionsstyrke.
- Den yderste dom (russisk: Андрей Рублёв, tr. Andrej Rubljov (1966) – En film baseret på den russiske ikonmaler Andrej Rubljovs liv.
- Solaris (russisk: Солярис, tr. Soljaris) (1972) – Filmatisering af Stanisław Lems roman af samme navn.
- Spejlet (russisk: Зеркало, tr. Serkalo) (1975) – En delvist selvbiografisk film, der blandt andet følger en døende mands barndomsminder akkompagneret af dokumentariske brudstykker fra den russiske historie.
- Vandringsmanden (russisk: Сталкер, tr. Stalker; engelsk: Stalker) (1979) – Inspireret af romanen Roadside Picnic skrevet af brødrene Boris og Arkadij Strugatskij.
- Tempo di Viaggio (engelsk: Italian Journey) (1982) – En dokumentar lavet for italiensk tv.
- Nostalgija (russisk: Ностальгия, tr. Nostalgija) (1983)
- Offeret (russisk: Жертвоприношение. tr. Sjertvoprinosjenije; engelsk: The Sacrifice) (1986)